# Saint-Antonin (Gers)
Saint-Antonin é uma comuna francesa na região administrativa de Occitânia, no departamento de Gers. Estende-se por uma área de 11,19 km². Em 2010 a comuna tinha 160 habitantes (densidade: 14,3 hab./km²).